# Rubidiumozonid
Rubidiumozonid ist eine chemische Verbindung des Rubidiums aus der Gruppe der Ozonide.

## Gewinnung und Darstellung
Rubidiumozonid lässt sich aus dem Produktgemisch der Umsetzung von Ozon mit Rubidiumhydroxid in flüssigem Ammoniak extrahieren.
{\displaystyle {\ce {6 RbOH + 4 O3 -> 4 RbO3 + 2 RbOH * H2O + O2}}}
Es kann auch durch Reaktion von Rubidiumhyperoxid und ozonisiertem Sauerstoff erhalten werden.
{\displaystyle {\ce {RbO2 + O3 -> RbO3 + O2}}}

## Eigenschaften
Rubidiumozonid ist ein dunkelroter, bei Raumtemperatur zersetzlicher Feststoff. Er besitzt eine monokline Kristallstruktur mit der Raumgruppe P21/c (Raumgruppen-Nr. 14) (a = 645,2, b = 602,2, c = 876,3 pm, β = 122,34°, −20 °C). Hinsichtlich der Packung von Kationen und Anionen besteht eine enge Beziehung zur Caesiumchlorid-Struktur. Bei niedrigen Temperaturen existiert auch noch eine weitere Form (α-RbO3, Raumgruppe P21 (Raumgruppen-Nr. 4), a = 436,3, b = 595,3, c = 548,7 pm, β = 99,680°). Bei Erhitzung zersetzt sich die Verbindung zu Rubidiumhyperoxid.